# Teispidzi
Teispidzi – umowna nazwa hipotetycznej dynastii panującej początkowo w Anszanie, a następnie całej Azji Zachodniej od poł. VII w. p.n.e. do 522 r. p.n.e.
Podstawowymi źródłami do historii Teispidów są inskrypcje powstałe za panowania najsłynniejszego przedstawiciela dynastii, Cyrusa II, który przedstawia w nich pochodzenie swojego rodu:
Cyrus wielki król, król Anszanu, syn Kambyzesa, wielkiego króla, króla Anszanu, potomek Teispesa, wielkiego króla, króla Anszanu.
Podobna genealogia pojawia się na słynnym Cylindrze Cyrusa:
Jam jest Cyrus, król świata, wielki król, prawowity król, król Babilonu, król Sumeru i Akkadu, król czterech krańców [świata], syn Kambyzesa, wielkiego króla, króla Anszan, prawnuk Cyrusa, wielkiego króla, króla Anszan, potomek Teispesa, wielkiego króla, króla Anszan, z rodziny, która zawsze królowała.
Zgodnie z nimi Teispes jest fundatorem dynastii z Anszanu, a władzę po mieczu dziedziczą: Cyrus I, Kambyzes I, Cyrus II Wielki, Kambyzes II oraz ostatni przedstawiciel Bardija. Wśród przodków Cyrusa II nie występuje Achemenes.
Po śmierci Kambyzesa II w niewyjaśnionych okolicznościach królem został Bardija. Został on z kolei zamordowany 29 września 522 r. p.n.e. przez siedmiu arystokratów perskich, z których jeden, Dariusz, syn Hystaspesa z rodu Achemenidów, objął tron
Nowy król w inskrypcji z Behistun przedstawił przebieg wydarzeń następująco: Dariusz obalił nie Bardiję, lecz medyjskiego maga-uzurpatora imieniem Gaumata, który podawał się za prawowitego syna Cyrusa II. Zdaniem niektórych historyków wersja ta niezbyt wiarygodnie maskuje zamach na ostatniego męskiego potomka Cyrusa II. Równocześnie stała się ona mitem założycielskim nowej dynastii w oficjalnych królewskich inskrypcjach mających potwierdzić prawa Dariusza i jego potomków do tronu.
Zasadniczym celem tekstu z Behistun było uzasadnienie objęcia władzy, jak też ukazanie Dariusza jako przedstawiciela królewskiego rodu:
 (...) ośmiu z mojej rodziny było królami przede mną; ja jestem dziewiąty; dziewięciu z nas po kolei było królami
W tej samej inskrypcji wymienia on jednak z imienia tylko pięciu przodków, z czego ojciec Hystaspes nie był królem, tylko satrapą. Wśród nich jest również Teispes, ale inskrypcja Dariusza czyni go synem Achemenesa, a tego imienia nie ma w rodowodzie Cyrusa II i jego poprzedników. Zdaniem zwolenników tezy o istnieniu dynastii Teispidów wszystko to świadczy o tym, że wcześniejsi przed Dariuszem królowie wbrew jego twierdzeniom nie byli wcale Achemenidami, ale wywodzącymi się od Teispesa Teispidami. Według nich utożsamienie Teispidów z Achemenidami było mistyfikacją Dariusza, który jako uzurpator musiał uzasadnić jakoś swoje prawa do tronu, stąd dążył do wykazania że jest potomkiem wcześniejszych królów.
Zwolennicy tezy o istnieniu Teispidów podają przy tym w wątpliwość prawdziwość tekstu na grobowcu Cyrusa II w Pasargadach, w którym przedstawia się on jako Achemenida:
Jam jest Cyrus, król, Achemenida
Wskazują oni iż został on sporządzony w języku staroperskim w piśmie klinowym, a więc w czasach Dariusza I, jako ciąg dalszy mistyfikacji.